# Hwang Seok-jeong
Hwang Seok-jeong (en hangul, 황석정; Busan, 2 de febrero de 1971) es una actriz de Corea del Sur.

## Carrera
Ha interpretado papeles de apoyo en películas y series de televisión, en particular, Secret Love (2013), Misaeng (2014) y Ella Era Bonita (2015).

## Filmografía

### Series de televisión
| Año     | Título                             | Papel                                        | Canal         | Ref.        |
| ------- | ---------------------------------- | -------------------------------------------- | ------------- | ----------- |
| 2007    | Two Outs in the Ninth Inning       | Jang Choo-ja                                 | MBC           |             |
| 2007    | S Clinic                           | Gae Jak-doo                                  | Super Action  |             |
| 2008    | Erotic Actress's Murder Case       | profesora Park                               | OCN           |             |
| 2009    | Raw Family Tutta Family            | Ma-tu                                        | EBS           |             |
| 2010    | Secret Garden                      | propietaria del sauna                        | SBS           |             |
| 2011    | Drama Special "For Her Son"        | Myung-hwa                                    | KBS2          |             |
| 2011    | Love Roser                         | Ma-ri                                        | GTV           |             |
| 2012    | Innocent Man                       | señora del vecindario (cameo)                | KBS2          |             |
| 2013    | Queen of the Office                | Han Beom-man                                 | KBS2          |             |
| 2013    | Secret Love                        | Sandra Hwang                                 | KBS2          | [ 5 ] [ 6 ] |
| 2014    | Wonderful Days                     | Choi Jae-sook                                | KBS2          |             |
| 2014    | The Night Watchman's Journal       | Dangkol Eomi                                 | MBC           |             |
| 2014    | Discovery of Love                  | propietaria del restaurante                  | KBS2          |             |
| 2014    | Misaeng                            | Kim Sun-joo                                  | tvN           |             |
| 2014    | Legendary Witches                  | esposa de Oh Man-bok                         | MBC           |             |
| 2014    | Schoolgirl Detectives              | Lee Yeo-joo                                  | jTBC          |             |
| 2015    | Persevere, Goo Hae-ra              | escritora Eom                                | Mnet          |             |
| 2015    | Falling for Innocence              | madre de un paciente (invitada)              | jTBC          |             |
| 2015    | Let's Eat 2                        | Kim Mi-ran                                   | tvN           | [ 7 ]       |
| 2015    | Save the Family                    | cocinera del Hospital Seorim                 | KBS1          |             |
| 2015    | Mask                               | Hwang Mal-ja                                 | SBS           |             |
| 2015    | The Time We Were Not in Love       | pasajera con un perro (invitada, episodio 3) | SBS           |             |
| 2015    | She Was Pretty                     | Kim Ra-ra                                    | MBC           |             |
| 2016    | Cheese in the Trap                 | Profesora Kang                               | tvN           |             |
| 2016    | My Lawyer, Mr. Jo                  | Hwang Ae-ra                                  | KBS2          | [ 8 ]       |
| 2016    | W                                  | escritora del webtoon (cameo)                | MBC           |             |
| 2016    | Guardian: The Lonely and Great God | fantasma                                     | tvN           |             |
| 2017    | Ruby Ruby Love                     | Dan Ho-bak                                   | Naver TV Cast |             |
| 2017    | Rebel: Thief Who Stole the People  | Wol Ha-mae                                   | MBC           |             |
| 2017    | Temperature of Love                | Park Eun-sung                                | SBS           |             |
| 2017    | Because This is My First Life      | escritora Hwang                              | tvN           |             |
| 2018    | Less Than Evil                     | Hwang Bu-kyung                               | MBC           |             |
| 2022    | Ghost Doctor                       | Mrs. Kim                                     | tvN           |             |
| 2022    | Jinx's Lover                       | Dueña de "Smile Fisheries"                   | KBS2          | [ 9 ]       |
| 2023-24 | Like Flowers in Sand               | Lim Hyun-ja                                  | ENA           | [ 10 ]      |
| 2024    | Love Song for Illusion             | Chung-ta                                     | KBS2          | [ 11 ]      |

### Películas
| Año  | Título                               | Rol                                                           |
| ---- | ------------------------------------ | ------------------------------------------------------------- |
| 2001 | Take Care of My Cat                  | señora de la villa                                            |
| 2002 | Jungle Juice                         | Seagull 1                                                     |
| 2004 | Twentidentity                        |                                                               |
| 2004 | The Last Wolf                        | entrenadora de pista                                          |
| 2004 | Dance with the Wind                  | enfermera Hee-sun                                             |
| 2004 | Ghost House                          |                                                               |
| 2004 | A Bad Son (short film)               |                                                               |
| 2005 | Mr. Housewife                        | Yang Sung-ja                                                  |
| 2006 | Lost in Love                         | Hye-jung                                                      |
| 2006 | Les Formidables                      | Detective Hwang                                               |
| 2006 | How the Lack of Love Affects Two Men | Super mujer                                                   |
| 2007 | The Perfect Couple                   | escritora                                                     |
| 2008 | Crazy Waiting                        | maestra de historia coreana                                   |
| 2008 | My Love Yurie                        | esposa de San Do-jeok/ concursante de Miss Korea / moderadora |
| 2008 | Hello, Schoolgirl                    | Profesora Ha                                                  |
| 2009 | Going to Mars                        |                                                               |
| 2010 | The Yellow Sea                       | negociadora de dólares                                        |
| 2011 | Funny Neighbors                      | Ok Ok-ja                                                      |
| 2012 | The Suck Up Project: Mr. XXX-Kisser  | señora en la oficina de seguros                               |
| 2012 | A Company Man                        | propietaria de la cafetería                                   |
| 2012 | Family Cinema                        | esposa del propietario                                        |
| 2013 | 48M                                  | Ri Soon-bok                                                   |
| 2013 | Dead And                             | Yeon-moo                                                      |
| 2013 | The Fake                             | madre deYoung-sun                                             |
| 2014 | Yoon-hee                             | Myung-ja                                                      |
| 2014 | La chica satélite y el chico vaca    | bruja del norte (voz)                                         |
| 2014 | My Brilliant Life                    | Hallelujah 1                                                  |
| 2014 | Shining Modern History               | madre de Sooni (voz)                                          |
| 2015 | Crown Princess Hong                  |                                                               |
| 2016 | Unforgettable                        | madre deGae-deok                                              |
| 2018 | Keys to the Heart                    | líder del departamento Kang                                   |
| 2018 | Your Name is Rose                    |                                                               |

### Espectáculo de variedades
| Año  | Título                     | Red   | Notas  |
| ---- | -------------------------- | ----- | ------ |
| 2014 | Kang Yong-suk's Gosohan 19 | tvN   |        |
| 2015 | Red Handbag                | KBS W |        |
| 2015 | Mom Is Watching            | jTBC  | elenco |

## Premios y nominaciones
| Año  | Premio                | Categoría                                | Nominación      | Resultado |
| ---- | --------------------- | ---------------------------------------- | --------------- | --------- |
| 2015 | 4.º APAN Star Awards  | Mejor actriz de reparto                  | Ella Era Bonita | Nominada  |
| 2015 | 34.º MBC Drama Awards | Mejor actriz de reparto en una miniserie | Ella Era Bonita | Ganadora  |